# Sandu Sticlaru
Sandu Sticlaru (n. 15 octombrie 1923, Roman - d. 3 octombrie 2006, București) a fost un actor român de etnie evreiască.

## Biografie
Studii la Conservatorul de Artă Dramatică din București (1945). Activitate teatrală și roluri de planul doi în film. Unul dintre marii actori români de comedie, actor de teatru și film, Sandu Sticlaru a fost unul dintre actorii emblematici ai Teatrului Nottara și, în ultimii ani de activitate, ai Teatrului Național din București.
Sticlaru a interpretat până în ultimele luni de viață teatru radiofonic pe postul național, el fiind "vocea" naratorului "Amintirilor din copilărie" ale lui Ion Creangă.
Personalitate de o vitalitate ieșită din comun, la vârsta de 80 de ani Sandu Sticlaru a început să ia lecții de informatică, pentru a rămâne la curent cu noile descoperiri ale tehnicii și a stăpâni eficient limbajul Internetului.
A murit de cancer cu puțin timp înainte de a împlini 83 de ani și a fost înmormântat la Cimitirul evreiesc Sefard din București.

## Filmografie
- La „Moara cu noroc” (1957)
- Pasărea furtunii - r. Dinu Negreanu, 1957
- Bijuterii de familie (1958)
- Avalanșa - r. Gheorghe Turcu, 1958
- Mingea (1959)
- Când primăvara e fierbinte - r. Mircea Săucan, 1960
- Setea (1961)
- Omul de lângă tine - r. Horea Popescu, 1961
- Străzile au amintiri (1962)
- Puștiul (1962)
- Cinci oameni la drum - r. Mihai Bucur, 1962
- Lupeni 29 - r. Mircea Drăgan, 1962
- O dragoste lungă de-o seară - r. Horea Popescu, 1963
- Casa neterminată (1964)
- Răscoala (1966)
- Baltagul (1969)
- Asediul (1971)
- Septembrie (1978)